# Pjotr Wassiljewitsch Dubinin
Pjotr Wassiljewitsch Dubinin (russisch: Пётр Васильевич Дубинин; * 30. Juni 1909 in Warschau; † 18. November 1983 in Gorki) war ein sowjetischer Schachspieler.
Dubinin wurde 1957 Meister der UdSSR im Fernschach und wurde 1962 Fernschachgroßmeister. In der dritten Fernschach-Weltmeisterschaft 1959–1962 wurde er Zweitplatzierter hinter Albéric O’Kelly de Galway.
Dubinin war auch ein starker Nahschachspieler, so gewann er 1949 mit Georgi Iliwitski die Meisterschaft der Russischen SFSR, verlor jedoch den Stichkampf gegen Iliwitski mit 2:6 Punkten. Der Weltschachbund FIDE verlieh ihm 1950 im Nahschach den Titel Internationaler Meister.
Ab 1925 komponierte Dubinin einige Schachaufgaben, hauptsächlich Studien.

## Weblink
- Kompositionen von Pjotr Wassiljewitsch Dubinin auf dem PDB-Server der Schwalbe